# Фудвоч
«Фудво́ч» (англ. Foodwatch, досл. «Нагляд за їжею») — німецька правозахисна група, що займається захистом прав споживачів у Європі. Зокрема «Фудвоч» стежить за якістю харчових продуктів. Організацію заснував колишній виконавчий директор «Грінпісу» Тіло Боде 2002 року в Берліні. Станом на 2012 рік організація діяла в Німеччині й Нідерландах.
Важливим аспектом діяльности «Фудвоча» є вивчення рекламних гасел виробників в маркетингових кампаніях і реальним вмістом продукту. Щороку «Фудвоч» вручає антинагороду «Золотий вершковий лист» (нім. Goldener Windbeutel, нід. Gouden windei) для товарів, пакування яких найбільш оманливе. 2009 року антинагорода дісталася йогуртовому підприємству «Актімель». 2012 року «Фудвоч» розкритикував компанію «Юнілевер», продукти якої нібито мали знизити ризик розвитку ішемічної хвороби. «Фудвоч» зажадав від «Юнілевера» припинити продаж, що призвело до ретельного аналізу продукту і контркритики з боку виробника.
2008 року представники організації «Фудвоч» повідомили, що концентрація урану в німецькій водопровідній воді перевищила допустимий рівень.